# Thomas Mogensen
Thomas Mogensen (ur. 30 stycznia 1983 w Odder) – duński piłkarz ręczny, wielokrotny reprezentant kraju. Gra na pozycji rozgrywającego. Mistrz Europy 2012. Wicemistrz Świata 2011.
Obecnie występuje w Bundeslidze, w drużynie SG Flensburg-Handewitt.

## Sukcesy

### klubowe
- Mistrzostwa Niemiec:
  -  2008, 2012
- Mistrzostwa Danii:
  -  2004, 2007
- Puchar Danii:
  -  2005
- Puchar Zdobywców Pucharów:
  -  2012

### reprezentacyjne
- Mistrzostwa Europy:
  -  2012
- Mistrzostwa Świata:
  -  2011